# 沙瓦奈
沙瓦奈（法語：Chavanay，發音：[ʃavanɛ]）是法国卢瓦尔省圣艾蒂安区的市镇，位于该省东南部，面积15.06平方千米，2022年1月1日人口为2,886人。

## 地理
沙瓦奈（45°24'53"N, 4°43'52"E）面积15.06平方千米，位于法国奥弗涅-罗讷-阿尔卑斯大区卢瓦尔省，该省份为法国中南部省份，北起顺时针与索恩-卢瓦尔省、罗讷省、伊泽尔省、阿尔代什省、上盧瓦爾省、多姆山省和阿列省接壤。
与沙瓦奈接壤的市镇（或旧市镇、城区）包括：罗讷河畔圣阿尔邦、罗讷河畔圣克莱尔、圣莫里斯莱克西勒、贝塞、许耶、马勒瓦勒、佩吕桑、罗讷河畔圣米歇尔、圣皮埃尔德伯夫。
沙瓦奈的时区为UTC+01:00、UTC+02:00（夏令时）。

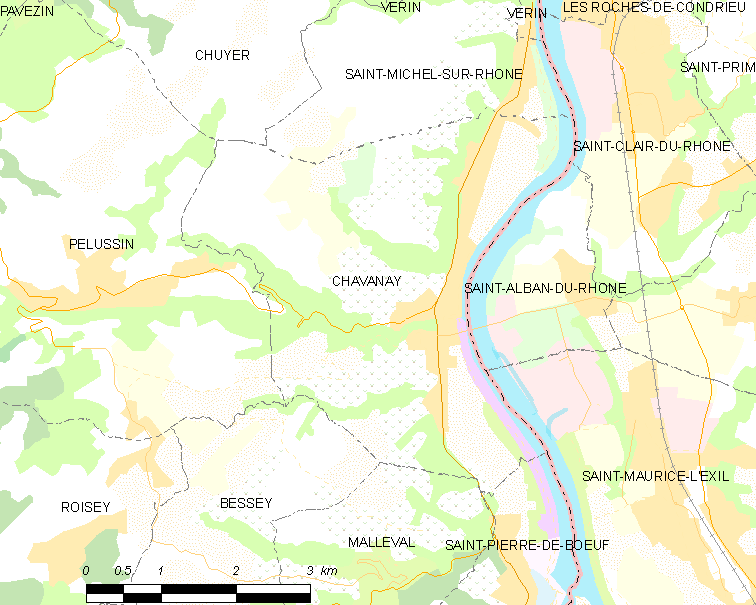
沙瓦奈的OSM定位图

## 行政
沙瓦奈的邮政编码为42410，INSEE市镇编码为42056。

## 政治
沙瓦奈所属的省级选区为勒皮拉县。

## 人口

1962-2008年间沙瓦奈人口变化图示

沙瓦奈于2022年1月1日时的人口数量为2886人。

## 友好城市
- 德国 瓦尔德基希 布赫霍尔茨（1994年）